# Deparia polyrhiza
Deparia polyrhiza är en majbräkenväxtart som först beskrevs av John Gilbert Baker och som fick sitt nu gällande namn av Shunsuke Serizawa.
Deparia polyrhiza ingår i släktet Deparia och familjen Athyriaceae. Inga underarter finns listade i Catalogue of Life.